# 日本私立学校振興・共済事業団法
日本私立学校振興・共済事業団法（にほんしりつがっこうしんこう・きょうさいじぎょうほう、平成9年5月9日法律第48号）は、日本私立学校振興・共済事業団が、私立学校の教育の充実および向上ならびにその経営の安定ならびに私立学校教職員の福利厚生を図るため、補助金の交付、資金の貸付けその他私立学校教育に対する援助に必要な業務を総合的かつ効率的に行うとともに、私立学校教職員共済法（昭和28年法律第245号）の規定による共済制度を運営し、もって私立学校教育の振興に資することに関する法律である。

## 構成
- 第一章　総則（第1条―第9条）
- 第二章　役員等（第10条―第22条）
- 第三章　業務（第23条―第28条）
- 第四章　財務及び会計（第29条―第41条）
- 第五章　監督（第42条―第44条）
- 第六章　雑則（第45条・第46条）
- 第七章　罰則（第47条―第49条）
- 附則